# Конвой SL 64
Конвой SL 64 (англ. Convoy SL 64), також після поділу конвой SLS 64 (англ. Convoy SLS 64) — 64-й атлантичний конвой серії SL, що формувався з поодиноких суден, які подорожували до Фрітауна з Південної Америки, Африки та Індійського океану, незалежно один від одного, й далі на останньому етапі їхнього плавання до Ліверпуля прямували до Британських островів зазвичай під охороною ескорту. Конвой складався з 19 транспортних суден, що без ескорту вийшли з Фрітауна 30 січня 1941 року. 12 лютого беззахисні судна потрапили під удар німецького рейдера, важкого крейсера «Адмірал Гіппер». Протягом кількох днів конвой піддався нищівному розгрому; з 19 суден сім були затоплені, ще три пошкоджені. Рештки конвою прибули до Ліверпуля 22 лютого 1941 року.

## Історія
30 січня з Фрітауна до Ліверпуля вийшов конвой SL 64. Вже в морі швидко з'ясувалося, що частина суден не спроможна підтримувати швидкість 9 вузлів. 28 швидкохідніших суден у супроводі допоміжного крейсера «Арава» пішли вперед, а з 21 тихохідного судна сформували конвой SLS 64. Його коммодором було призначено капітана пароплава Warlaby (4875 тонн) Септімус Мюррей.
Судна мали слідувати без охорони до з'єднання з конвоєм HG 53 і завершальну частину маршруту здійснити разом з ним. Попри тому, що у Фрітауні базувалися, крім «Арави», два важкі і два легкі крейсери, шлюп, чотири корвети і 10 траулерів, але для охорони суден, що доставляли в метрополію 120 000 тонн вкрай необхідних вантажів, не знайшлося жодного корабля! На самому початку руху ще чотири судна відстали від конвою.
В результаті о 06:15 12 лютого, слідуючи курсом 90°, розігнаний до 30 вузлів «Адмірал Гіппер» помітив на південному сході у тумані «18 великих пароплавів». Через три хвилини Майзель наказав головному калібру відкрити вогонь з дистанції 2,5 км по найближчих цілях.
Важкий крейсер вів вогонь з усіх видів зброї, у тому числі торпедами. Вогонь було припинено о 07:40.
У ході атаки «Гіппер» потопив сім суден: «Ворлабі», «Шрусбері», «Вестбері», «Персей», «Боргестад», «Деррінейн» та «Освестрі Гранж» сумарною водотоннажністю 32 806 тонн з 50 000 тонн вантажів на борту. Загинуло 147 членів екіпажів суден. Ще три судна: «Волтурно», «Лорнастон» та «Ейндербі» були пошкоджені. Судна «Волтурно», «Анна Мазаракі» і «Марго», потрапивши під обстріл, були навмисно залишені екіпажами. Згодом екіпажі рапортували, що розрахунок був на те, що рейдер, побачивши шлюпки та дим від димових шашок, вважатимє, що судно приречене, і залишить екіпаж у спокої.
За успішну атаку конвою капітан-цур-зеє Вільгельм Майзель був нагороджений Лицарським хрестом.

## Кораблі та судна конвою SL 64[2]

### Транспортні судна
Позначення
| Назва           | Прапор              | Прим.                                          |
| --------------- | ------------------- | ---------------------------------------------- |
| Anna Mazaraki   | Грецьке королівство |                                                |
| Blairatholl     | Велика Британія     |                                                |
| Borgestad       | Норвегія            | 12 лютого потоплено крейсером «Адмірал Гіппер» |
| Bur             | Норвегія            |                                                |
| Clunepark       | Велика Британія     | пошкоджено крейсером «Адмірал Гіппер»          |
| Derrynane       | Велика Британія     | 12 лютого потоплено крейсером «Адмірал Гіппер» |
| Gairsoppa       | Велика Британія     | 17 лютого потоплено ПЧ U-101                   |
| Empire Energy   | Велика Британія     |                                                |
| Kalliopi        | Грецьке королівство |                                                |
| Lornaston       | Велика Британія     | пошкоджено крейсером «Адмірал Гіппер»          |
| Margot          | Велика Британія     |                                                |
| Nailsea Lass    | Велика Британія     | 24 лютого потоплено ПЧ U-48                    |
| Oswestry Grange | Велика Британія     | 12 лютого потоплено крейсером «Адмірал Гіппер» |
| Perseus         | Грецьке королівство | 12 лютого потоплено крейсером «Адмірал Гіппер» |
| Polyktor        | Грецьке королівство |                                                |
| Shrewsbury      | Велика Британія     | 12 лютого потоплено крейсером «Адмірал Гіппер» |
| Varangberg      | Норвегія            |                                                |
| Volturno        | Велика Британія     | пошкоджено крейсером «Адмірал Гіппер»          |
| Warlaby         | Велика Британія     | 12 лютого потоплено крейсером «Адмірал Гіппер» |
| Westbury        | Велика Британія     | 12 лютого потоплено крейсером «Адмірал Гіппер» |

## Кораблі Крігсмаріне

### Надводні кораблі
| Назва            | Тип                                  | Командир                          | Дії | Прим. |
| ---------------- | ------------------------------------ | --------------------------------- | --- | ----- |
| «Адмірал Гіппер» | Важкий крейсер типу «Адмірал Гіппер» | капітан-цур-зее Вільгельм Майзель | 12 лютого вогнем корабельної артилерії потопив 7 суден Borgestad, Derrynane, Oswestry Grange, Perseus, Shrewsbury, Warlaby і Westbury та пошкодив Clunepark і Lornaston |       |

### Підводні човни, що брали участь в атаці на конвой
Позначення
| Назва | Тип  | Командир                          | Результати атаки               | Прим. |
| ----- | ---- | --------------------------------- | ------------------------------ | ----- |
| U-48  | VIIB | капітан-лейтенант Герберт Шульце  | 24 лютого потопив Nailsea Lass |       |
| U-101 | VIIB | капітан-лейтенант Ернст Менгерзен | 17 лютого потопив Gairsoppa    |       |